# Valvă cardiacă

Reprezentare tridimensională a inimii cu vedere de la apex spre valve. Valvele pulmonare nu sunt vizibile, cuspidele valvelor tricuspidă și aortică sunt vizibile doar parțial. Cele două imagini bidimensionale din stânga arată:
valva tricuspidă și valva mitrală(sus) și
valva aortică și valva mitrală (jos).

Valvele inimii sunt structuri cardiace membranoase ce permit circulația dirijată a sângelui între cavitațile inimii. Poziția și funcționarea celor patru valve în inima mamiferelor și omului determină calea de circulație a sângelui prin inimă. Fiecare valvă a inimii se deschide și se închide în funcție de diferențele de presiuniune sangvină existente între cele două cavități pe care aceasta le separă.

## Structura și funcția valvelor
Valvele cardiace sunt formate din două sau trei repliuri membranoase numite valvule, cuspide sau lame valvulare. Valvulele sunt ancorate de pereții ventriculari prin cordaje tendinoase care, pe lângă rolul de fixare, împiedică deschiderea cuspidelor spre interior sau bombarea lor spre interior din cauza presiunii care apare în timpul contracțiilor ventriculare.  
Cordajele tendinoase sunt ancorate de mușchii papilari cu care participă la susținerea mai bună a valvei. Ansamblul cordaje tendinoase-mușchi papilari formează aparatul subvalvular care are funcția de a nu permite prolapsul valvei în atriu atunci când se închide, presează cuspidele unele de altele în timpul contracțiilor ventriculare împiedicând regurgitarea sângelui între cuspide, dar el nu participă la mecanismul de închidere și deschidere a valvelor. Acționarea valvelor se datorează exclusiv diferenței de presiune de pe cele două părți a valvei.

## Valvele atrio-ventriculare sau cuspide

Anatomia inimii umane:
1. Atriul drept; 2. Atriul stâng; 3. Vena cavă superioară; 4. Aorta; 5. Artera pulmonară; 6. Vena pulmonară; 7. Valva mitrală (bicuspidă); 8. Valva aortică; 9. Ventriculul stâng; 10. Ventriculul drept; 11. Vena cavă inferioară; 12. Valva tricuspidă; 13. Valva pulmonară

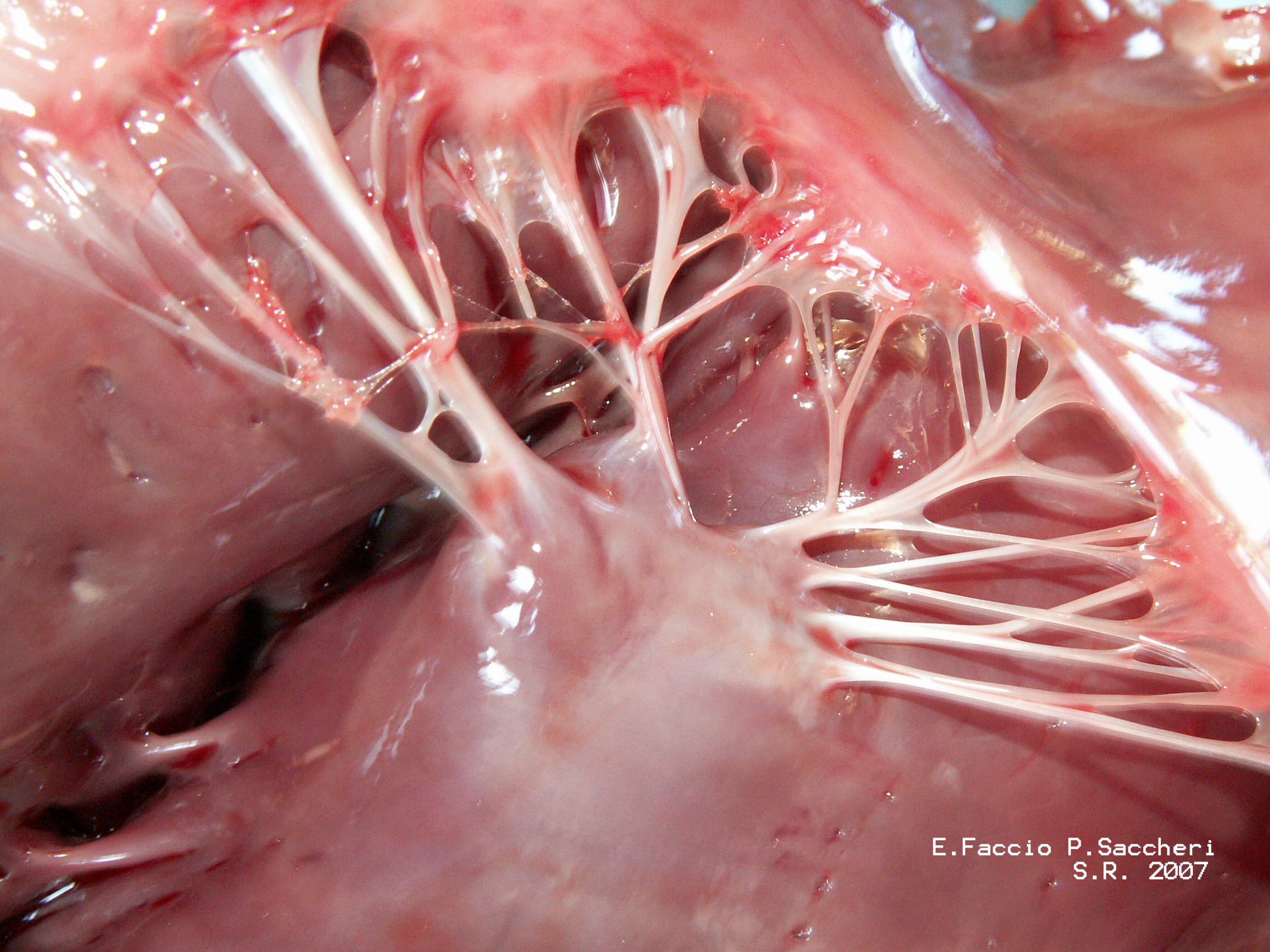
Mușchii papilari și cordajele tendinoase care susțin valvele

Aceste valve se numesc atrio-ventriculare deoarece sunt poziționate între atrii și ventricule.
Aceste valve sunt:
1. Valva bicuspidă sau mitrală: care împiedică reîntoarcerea sângelui ventricular stâng (regurgitarea) în atriul stâng. Este format din două membrane.
2. Valva tricuspidă: care împiedică reîntoarcerea sângelui ventricular drept (regurgitarea) în atriul drept. Este format din trei membrane ancorate de pereții ventriculului drept.

Închiderea valvulelor atrio-ventriculare formează zgomotul cardiac I ( S1)

### Valva mitrală (bicuspidă)
Denumirea lor este dată de asemănarea valvei cu o mitră episcopală. 
Valva mitrală permite circulația sângelui dinspre atriul stâng spre ventriculul stâng.Se găsește pe partea stângă a inimii și are două cuspide. (Sunt cunoscute și sub numele de valve bicuspide (cu două vârfuri din latină: bis-două, cuspis-vârf) .)

### Valva tricuspidă
Valva tricuspidă (cu trei vârfuri) se află între atriul drept și ventriculul drept. Este format din trei cuspide care canalizează sângele din atriul drept în ventriculul drept împiedicând refluxul sângelui.

## Valvele semilunare
Acestea sunt situate:

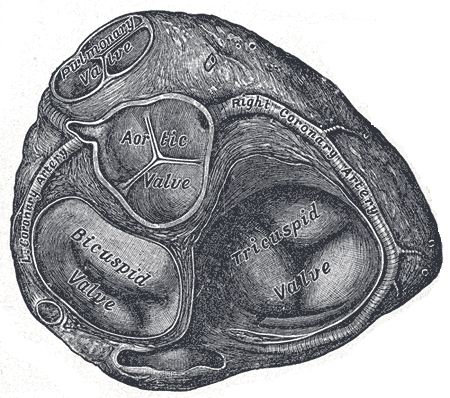
Baza ventricolelor expusă vederii prin îndepărtarea atriilor.

- la baza arterei aorte (valva aortică) sau
- la baza arterei pulmonare (valva pulmonară).
Aceste valve dirijează sângele în artere, împiedicând refluxul sângelui din artere către de la ventricule. Aceste supape nu au cordaje tendinoase și sunt mai asemănătoare cu valvele din vene decât cu valvele atrio-ventriculare.

### Valva aortică
Valva aortică se află între ventriculul stâng și aortă. Valva aortică are trei cuspide. În timpul sistolei ventriculare presiunea crește în ventriculul stâng. Când presiunea în ventriculul stâng se ridică peste  presiunea din aortă valva aortică se deschide, permițând sângelui să iasă din ventriculul stâng în aortă. Atunci când sistola ventriculară se termină, presiunea în ventriculul stâng scade rapid. Atunci când presiunea scade în ventriculul stâng, presiunea aortică forțează valva aortică să se închidă. Închiderea valvei aortice contribuie la formarea zgomotului cardiac II, (S2).
Cel mai frecvent defect congenital cardiac este la nivelul valvei aortice bicuspide, iar defectul congenital constă în faptul că valva în loc de trei cuspide are două. Această afecțiune adesea nu este diagnosticată până când la pacient nu apare stenoză aortică calcifică.
Stenoza aortică în cazul acestei afecțiuni are loc de obicei la pacienții care au peste 40 sau 50 de ani, cu o medie de peste 10 ani mai devreme decât la persoanele cu valve aortice normale.

### Valva pulmonară
Valva pulmonară este valva semilunară a inimii situată la oarecare distanță de celelalte trei valve cardiace între ventriculul drept și artera pulmonară și are trei cuspe. Fiecare cuspă este o plică endocardică. Similar valvei aortice, valva pulmonară se deschide în timpul sistolei ventriculare, atunci când presiunea din ventriculul drept crește la o valoare care depășește presiunea din artera pulmonară. La sfârșitul sistolei ventriculare, atunci când presiunea din ventriculul drept scade rapid, presiunea din artera pulmonară închide valva pulmonară. 
Închiderea valvei pulmonare contribuie la formarea componentei P2 al zgomotului cardiac II: (S2). Partea dreaptă a inimii este un sistem cu presiune mai mică, deci componenta P2 a zgomotului cardiac II este de obicei mai silențioasă decât componenta A2 al zgomotului cardiac II.